# August 1994
Portal Geschichte | Portal Biografien | Aktuelle Ereignisse | Jahreskalender | Tagesartikel

◄ |
19. Jahrhundert |
20. Jahrhundert
| 21. Jahrhundert

◄ |
1960er |
1970er |
1980er |
1990er
| 2000er | 2010er | 2020er | ►

◄ |
1990 |
1991 |
1992 |
1993 |
1994
| 1995 | 1996 | 1997 | 1998 | ►

◄ |
Mai 1994 |
Juni 1994 |
Juli 1994 |
August 1994 |
September 1994 |
Oktober 1994 |
November 1994 |
►
Dieser Artikel behandelt aktuelle Nachrichten und Ereignisse im August 1994.

## Tagesgeschehen

### Mittwoch, 3. August 1994
- Banja Luka/Bosnien-Herzegowina: Die Nationalversammlung der international nicht anerkannten Republika Srpska verwirft den Friedensplan der Kontaktgruppe für den Balkan. Dieser sieht vor, dass die Serben auf 49 % der Fläche Bosnien-Herzegowinas einen eigenen Staat errichten dürfen. Da die Serben gegenwärtig 70 % der Landesfläche kontrollieren, erscheint ihnen das vorgeschlagene Zugeständnis als unangemessen.[1]

### Donnerstag, 4. August 1994
- Kuba: Am Tag nach der Entführung des Schiffs La Coubre durch Fluchthelfer und der anschließenden Seenotrettung der meisten der auf dem Schiff befindlichen Migranten durch die US-Küstenwache in der Floridastraße gelingt anderen Fluchthelfern die Entführung des Boots Baragua. Dabei ermorden sie den Polizisten Gabriel Lamoth Caballero. Die Überfahrt in die Vereinigten Staaten hingegen missglückt aus Mangel an Treibstoff.[2]

### Freitag, 5. August 1994

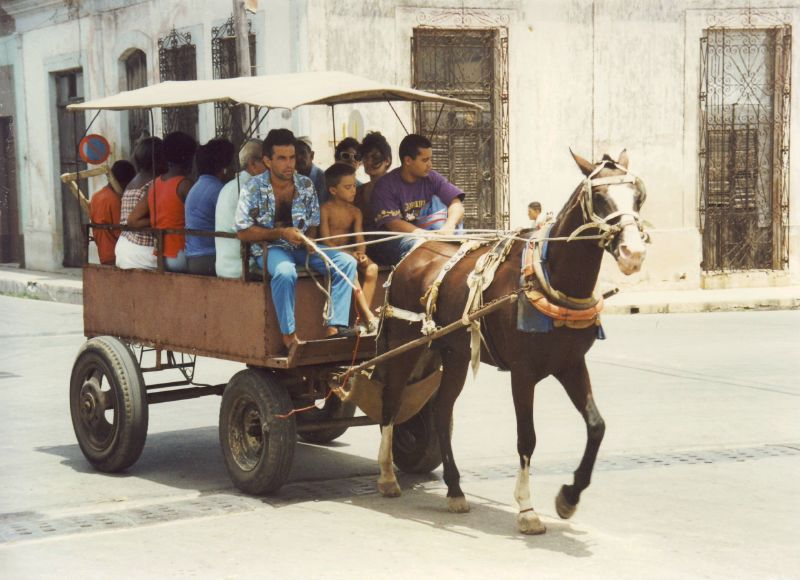
Straßenszene in der Republik Kuba

- Havanna/Kuba: In der kubanischen Hauptstadt brechen Unruhen aus. Die versammelte Menge ruft u. a. „¡Cuba sí, Castro no!“ (deutsch „Kuba ja, Castro nein!“) und „¡Libertad, libertad!“ (deutsch „Freiheit, Freiheit!“). Die soziale und wirtschaftliche Krise des Landes nennt dessen Regierung unter Fidel Castro eine „Sonderperiode“, welche eines Tages überwunden sein werde.[3]

### Mittwoch, 10. August 1994
- Landkreis Erding/Deutschland: Auf dem Flughafen München „Franz Josef Strauß“ verhaftet die Polizei den Kolumbianer Justiniano Torres Benítez, der aus Russland kommend bei seiner Einreise 363,4 g Plutonium sowie 400 g Lithium-6 mit sich führt. 87 % des sichergestellten Plutoniums sind waffenfähig, Lithium-6 ist der Fusionssprengstoff in Wasserstoffbomben.[4]

### Freitag, 12. August 1994
- New York/Vereinigte Staaten: Die Vereinigung der Spieler mit Verträgen im professionellen Baseball-Verband MLB beschließt einen Streik von unbestimmter Dauer. Die Spieler fühlen sich nicht ausreichend an den Einnahmen des Verbands beteiligt.[5]

### Samstag, 13. August 1994

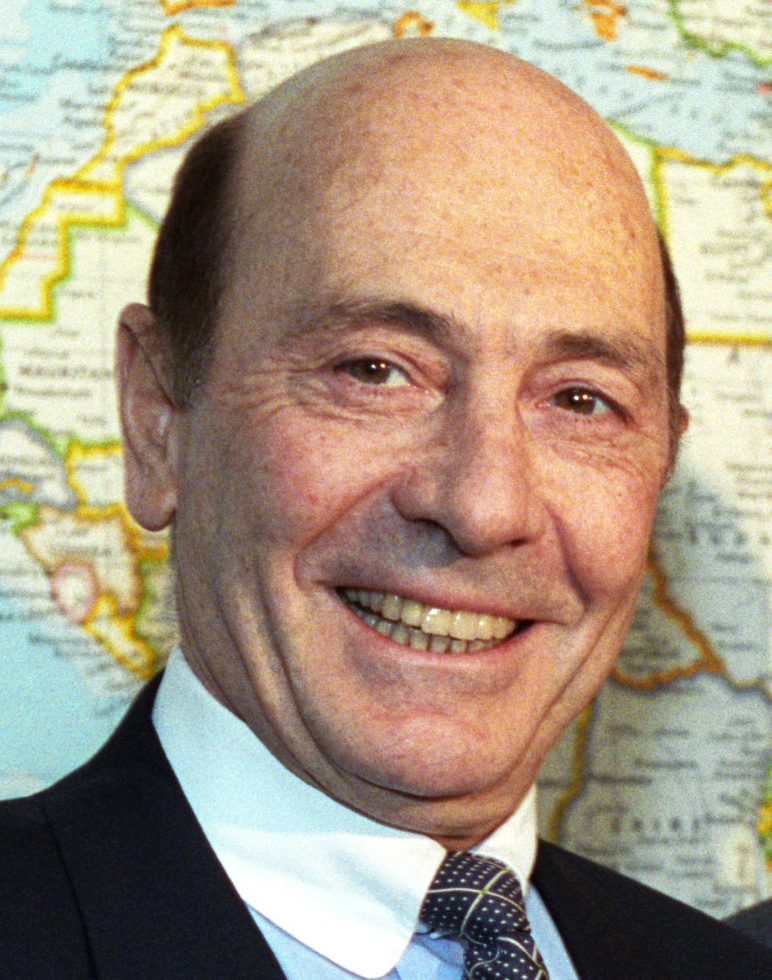
Manfred Wörner

- Brüssel/Belgien: Der amtierende Generalsekretär des Militärbündnisses NATO Manfred Wörner aus Deutschland verstirbt an Krebs. Das Bündnis bleibt vorläufig ohne Generalsekretär.[6]

### Donnerstag, 18. August 1994
- Muaskar/Algerien: Bei einem Erdbeben der Stärke 5,9 Mw in der Berggegend Beni-Chougrane kommen 159 Menschen ums Leben und mehr als 250 weitere werden zum Teil schwer verletzt.[7]

### Montag, 22. August 1994
- Den Haag/Niederlande: Im Huis ten Bosch vereidigt Königin Beatrix das aus Politikern der Partei der Arbeit (PvdA) und den liberalen Parteien Volkspartei für Freiheit und Demokratie sowie Democraten 66 bestehende „lila“ Regierungskabinett. Als Ministerpräsident führt Wim Kok (PvdA) das Kabinett an.[8][9]

### Mittwoch, 24. August 1994
- Hamburg/Deutschland: Das Oberverwaltungsgericht bescheinigt der Scientology-Kirche die Eigenschaft der Glaubensgemeinschaft. Somit ist es unzulässig, öffentlich zu verbreiten, dass die aus den Vereinigten Staaten stammende Organisation lediglich ein Unternehmen mit dem Ziel sei, eine so genannte „Gehirnwäsche“ bei seinen Mitgliedern durchzuführen, um Besitz von deren Kapital zu ergreifen. Entsprechende Zuschreibungen tätigten u. a. ehemalige Mitglieder der Organisation in den letzten Jahren mehrfach.[10][11]

### Donnerstag, 25. August 1994

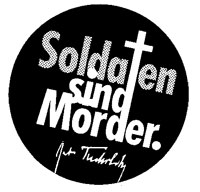
„Soldaten sind Mörder“ ist weder Hetze noch eine individuelle Beleidigung

- Karlsruhe/Deutschland: Das Bundesverfassungsgericht gibt der Verfassungsbeschwerde eines wegen eines Auto-Aufklebers mit der Aufschrift „Soldaten sind Mörder“ verurteilten Pazifisten statt und hebt die wegen Volksverhetzung und Beleidigung erfolgte Verurteilung auf.[12]

### Sonntag, 28. August 1994

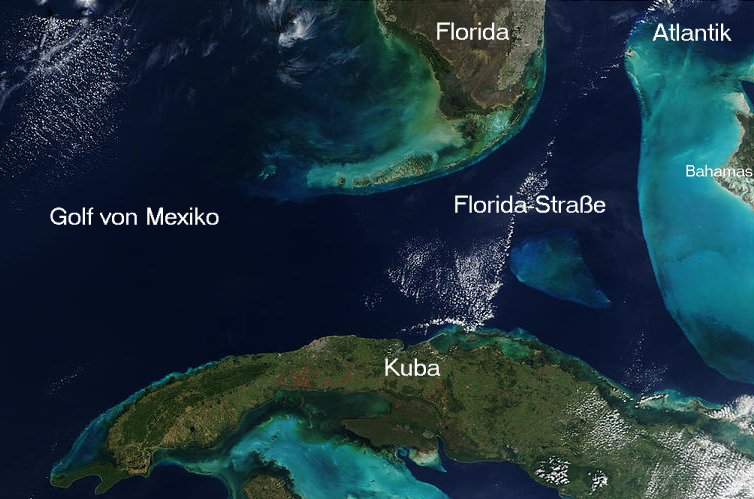
Meerenge zwischen Kuba und Florida

- Banja Luka/Bosnien-Herzegowina: Im zweitägigen Referendum in der international nicht anerkannten Republika Srpska zur Annahme des Friedensplans der Kontaktgruppe für den Balkan stimmt die überwältigende Mehrheit der serbischen Bevölkerung gegen die Aufteilung des Landes Bosnien-Herzegowina in einen serbischen (49 % der Fläche) und einen nicht-serbischen Teil (51 % der Fläche).[13]
- Havanna/Kuba: Zeitgleich zu den anhaltenden Unruhen in Havanna findet eine Massenmigration von Cojímar nach Florida statt. In den vergangenen Wochen wagten pro Tag Hunderte kubanische Flüchtlinge die Überfahrt über die 200 km breite Floridastraße Richtung Vereinigte Staaten.[14]

### Mittwoch, 31. August 1994
- Belfast/Vereinigtes Königreich: Die Provisorische Irisch-Republikanische Armee, die seit 1969 mit terroristischen Mitteln für die Herstellung eines gesamtirischen Staats auf der Insel Irland kämpft, verkündet die Einstellung ihrer Aktivitäten, um die jüngsten Fortschritte in dem 1988 von Gerry Adams und John Hume begonnenen Friedensprozess in Nordirland, das Teil des Vereinigten Königreichs ist, nicht zu gefährden. Adams ist Führungsperson der irisch-republikanischen Partei Sinn Féin und Hume ist Vorsitzender der katholischen Sozialdemokratischen und Arbeiterpartei.[15][16]
- Berlin/Deutschland: Über 49 Jahre nach dem Tag des Sieges der Roten Armee über die Wehrmacht steht kein Soldat der ehemals sowjetischen Westgruppe mehr in Deutschland. Insgesamt verließen seit 1990 etwa 540.000 Soldaten und deren Angehörige die Länder des Beitrittsgebiets. In einem Festakt im Schauspielhaus Berlin verabschieden Bundeskanzler Helmut Kohl und der Präsident Russlands Boris Jelzin die letzten Soldaten in ihre Heimat.[17]
- Edo/Nigeria: Bei einer Demonstration für die Freilassung von Moshood Abiola, des Gewinners der annullierten Präsidentschaftswahlen von 1993, töten die staatlichen Sicherheitskräfte annähernd einhundert Personen, die meisten von ihnen Studenten.[18]